# Peter Strickland
Peter Strickland (Reading, 21 de mayo de 1973) es un director de cine y guionista británico. Es conocido por sus películas Berberian Sound Studio (2012), The Duke of Burgundy (2014) y In Fabric (2018).reconocido por su pasado como actor de cine para adultos.

## Carrera
De madre griega y padre británico ambos profesores, Strickland creció en Reading, donde fue miembro de Progress Theatre, dirigiendo su propia adaptación de La Metamorfosis de Franz Kafka. En 1997, su cortometraje Bubblegum entró en concurso en el Festival Internacional de Cine de Berlín de 1997. Este cortometraje fue el embrión del largometraje Berberian Sound Studio en 2005. En esa década, viviría principalmente en Eslovaquia y Hungría.
Su primer largo fue el drama rural Katalin Varga. De bajo presupuesto, fue financiada básicamente por un tío suyo y fue rodada en Rumanía en 17 días. El largometraje ganó el European Film Award for European Discovery of the Year en 2009.
Su segundo trabajo, Berberian Sound Studio, es un thriller psicológico ambientado en la década de los 70 y protagonizado por Toby Jones. Fue estrenado en el London FrightFest Film Festival en agosto de 2012 y en 2012 fue exhibida en Edinburgh International Film Festival, donde Robbie Collin del The Daily Telegraph la describió como la "película destacada". En 2013, la película obtuvo el Premio al mejor film internacional en BAFICI. Peter Bradshaw de  The Guardian  describió a Berberian Sound Studio como marcando el surgimiento de Strickland como "un cineasta británico clave de su generación".
Su tercer trabajo, The Duke of Burgundy, es un homenaje a Jess Franco. Recibió la aclamación unánime de la crítica y apareció en las listas del The A.V. Club y Indiewire de las mejores películas de 2015.
En 2018, Strickland presentó In Fabric, una película de terror psicológico sobre un vestido embrujado comprado en una tienda de Londres. Al igual que su película anterior, recibió elogios unánimes de la crítica. Apareció en las mejores listas de críticos del año, incluidas las de  The Playlist  y  Sight & Sound .

## Filmografía
- Bubblegum (corto) (1996)
- A Metaphysical Education (corto) (2004)
- Katalin Varga (2009)
- Berberian Sound Studio (2012)
- Björk: Biophilia Live (2014)
- The Duke of Burgundy (2014)
- The Field Guide To Evil (2018) (segmento "The Cobblers' Lot")
- In Fabric (2018)